# Yonaguni (singolo)
Yonaguni è un singolo del rapper portoricano Bad Bunny, pubblicato il 4 giugno 2021.

## Video musicale
Il video musicale, girato nell'eponima isola, è stato reso disponibile in concomitanza con l'uscita del brano.

## Tracce
Testi e musiche di Benito Antonio Martínez.
1. Yonaguni – 3:26

## Formazione
- Bad Bunny – voce
- Byrd – produzione
- Finesse – produzione
- Smash David – produzione
- Tainy – produzione

## Successo commerciale
Nella Billboard Hot 100 statunitense il brano ha fatto il suo esordio al 10º posto, divenendo la prima top ten da solista del rapper e la quarta in generale. Nel corso della sua prima settimana ha totalizzato 27,3 milioni di stream, 4 800 copie vendute e 3,1 milioni di radioascoltatori.

## Classifiche

### Classifiche settimanali
| Classifica (2021-22)  | Posizione massima |
| --------------------- | ----------------- |
| Argentina             | 5                 |
| Bolivia               | 7                 |
| Canada                | 72                |
| Cile                  | 8                 |
| Colombia              | 1                 |
| Costa Rica            | 1                 |
| Ecuador               | 5                 |
| Italia                | 95                |
| Messico               | 2                 |
| Panama                | 1                 |
| Paraguay              | 6                 |
| Perù                  | 2                 |
| Portogallo            | 30                |
| Repubblica Dominicana | 2                 |
| Spagna                | 2                 |
| Stati Uniti           | 10                |
| Svizzera              | 31                |

### Classifiche di fine anno
| Classifica (2021) | Posizione |
| ----------------- | --------- |
| El Salvador       | 2         |
| Portogallo        | 94        |
| Spagna            | 8         |
| Stati Uniti       | 83        |
| Classifica (2022) | Posizione |
| Paraguay          | 14        |
| Spagna            | 50        |